# Eurra
Eurre és un municipi francès situat al departament de la Droma i a la regió d'Alvèrnia-Roine-Alps. L'any 2007 tenia 1.103 habitants.

## Demografia

### Població
El 2007 la població de fet d'Eurre era de 1.103 persones. Hi havia 438 famílies de les quals 86 eren unipersonals (43 homes vivint sols i 43 dones vivint soles), 176 parelles sense fills, 149 parelles amb fills i 27 famílies monoparentals amb fills.
La població ha evolucionat segons el següent gràfic:
Habitants censats

### Habitatges
El 2007 hi havia 503 habitatges, 443 eren l'habitatge principal de la família, 28 eren segones residències i 32 estaven desocupats. 465 eren cases i 34 eren apartaments. Dels 443 habitatges principals, 376 estaven ocupats pels seus propietaris, 57 estaven llogats i ocupats pels llogaters i 10 estaven cedits a títol gratuït; 7 tenien una cambra, 12 en tenien dues, 52 en tenien tres, 118 en tenien quatre i 255 en tenien cinc o més. 366 habitatges disposaven pel capbaix d'una plaça de pàrquing. A 165 habitatges hi havia un automòbil i a 259 n'hi havia dos o més.

### Piràmide de població
La piràmide de població per edats i sexe el 2009 era:
| Homes | Edats   | Dones |
| ----- | ------- | ----- |
| 0     | 95 o +  | 0     |
| 0     | 90 a 94 | 0     |
| 0     | 85 a 89 | 12    |
| 8     | 80 a 84 | 4     |
| 16    | 75 a 79 | 12    |
| 16    | 70 a 74 | 32    |
| 28    | 65 a 69 | 20    |
| 8     | 60 a 64 | 20    |
| 40    | 55 a 59 | 32    |
| 48    | 50 a 54 | 48    |
| 52    | 45 a 49 | 40    |
| 36    | 40 a 44 | 48    |
| 40    | 35 a 39 | 36    |
| 32    | 30 a 34 | 24    |
| 28    | 25 a 29 | 20    |
| 16    | 20 a 24 | 20    |
| 48    | 15 a 19 | 40    |
| 36    | 10 a 14 | 44    |
| 24    | 5 a 9   | 36    |
| 12    | 0 a 4   | 28    |

## Economia
El 2007 la població en edat de treballar era de 734 persones, 532 eren actives i 202 eren inactives. De les 532 persones actives 481 estaven ocupades (254 homes i 227 dones) i 50 estaven aturades (24 homes i 26 dones). De les 202 persones inactives 87 estaven jubilades, 59 estaven estudiant i 56 estaven classificades com a «altres inactius».

### Ingressos
El 2009 a Eurre hi havia 455 unitats fiscals que integraven 1.167,5 persones, la mediana anual d'ingressos fiscals per persona era de 19.494 €.

### Activitats econòmiques
Dels 52 establiments que hi havia el 2007, 2 eren d'empreses extractives, 2 d'empreses de fabricació d'altres productes industrials, 14 d'empreses de construcció, 7 d'empreses de comerç i reparació d'automòbils, 1 d'una empresa de transport, 3 d'empreses d'hostatgeria i restauració, 2 d'empreses d'informació i comunicació, 2 d'empreses financeres, 10 d'empreses de serveis, 8 d'entitats de l'administració pública i 1 d'una empresa classificada com a «altres activitats de serveis».
Dels 14 establiments de servei als particulars que hi havia el 2009, 1 era una oficina bancària, 3 fusteries, 2 lampisteries, 5 electricistes, 2 restaurants i 1 agència immobiliària.
L'únic establiment comercial que hi havia el 2009 era una gran superfície de material de bricolatge.
L'any 2000 a Eurre hi havia 39 explotacions agrícoles que ocupaven un total de 792 hectàrees.

## Equipaments sanitaris i escolars
El 2009 hi havia una escola elemental.

## Poblacions més properes
El següent diagrama mostra les poblacions més properes.